# Gauchin-Verloingt
Gauchin-Verloingt település Franciaországban, Pas-de-Calais megyében. Lakosainak száma 781 fő (2022. január 1.). Gauchin-Verloingt Troisvaux, Ramecourt, Saint-Pol-sur-Ternoise, Croix-en-Ternois és Hernicourt községekkel határos.

## Népesség
A település népességének változása:
| Lakosok száma | 843  | 845  | 881  | 838  | 835  | 830  | 811  | 796  | 781  |
|               | 2013 | 2015 | 2016 | 2017 | 2018 | 2019 | 2020 | 2021 | 2022 |